# أليس في المدن
أليس في المدن هو فيلم من نوع دراما أُصدر في 1973. الفيلم من توزيع Axiom Films ‏، وهو من إخراج فيم فيندرز، أما السيناريو فكان من كتابة فيم فيندرز وVeith von Fürstenberg ‏.

## القصة
تقع أحداث الفيلم في نيويورك وفوبرتال والولايات المتحدة.

## طاقم التمثيل
- هانز هرشميولير
- Yella Rottländer [الإنجليزية]‏
- Edda Köchl-König  [لغات أخرى]‏
- سيبيل باير
- لويس موران
- فيم فيندرز
- تشاك بيري
- ليزا كروزار
- Rüdiger Vogler [الإنجليزية]‏
- Sam Presti [الإنجليزية]‏

## الإنتاج
موسيقى الفيلم التصويرية كانت من تأليف تشاك بيري.

## وصلات خارجية
- أليس في المدن على موقع IMDb (الإنجليزية)
- أليس في المدن على موقع ألو سيني (الفرنسية)
- أليس في المدن على موقع Turner Classic Movies (الإنجليزية)
- أليس في المدن على موقع أول موفي (الإنجليزية)
- أليس في المدن على موقع فيلمافينيتي (الإسبانية)
- أليس في المدن على موقع قاعدة بيانات الأفلام السويدية (السويدية)
- أليس في المدن على موقع قاعدة بيانات الفيلم (الإنجليزية)
- أليس في المدن على موقع ليتربوكسد (الإنجليزية)
- أليس في المدن على موقع كينوبويسك (الروسية)